# بوترو
بوترو (به ایتالیایی: Buttrio) یک کومونه در ایتالیا است که در استان اودینه واقع شده‌است.

## خصوصیات
بوترو ۱۷٫۷۵ کیلومترمربع مساحت و ۴٬۰۰۰ نفر جمعیت دارد و ۷۹ متر بالاتر از سطح دریا واقع شده‌است.

## خواهرخوانده
شهر Nötsch im Gailtal خواهرخواندهٔ بوترو هست.